# People's History Museum

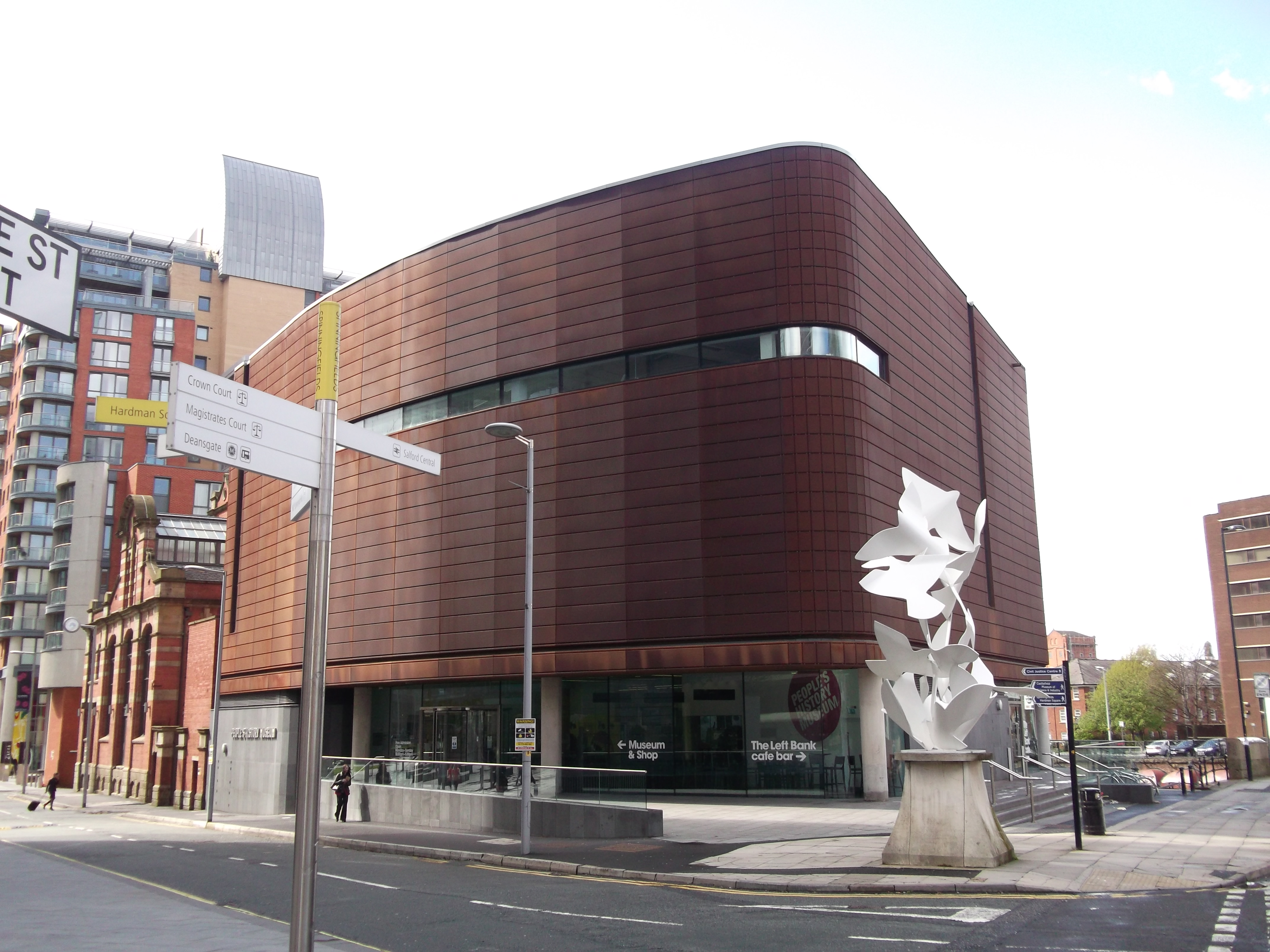

Het People's History Museum (tot 2001 National Museum of Labour History) is een museum in het Engelse Manchester. Het museum is gevestigd in een voormalig hydraulisch pompstation dat werd omgebouwd naar plannen van architect Henry Price. Het vertelt het verhaal van de Engelse werkende bevolking, arbeidsrechten en democratie. Thema's die belicht worden zijn radicalisme, het Peterloo-bloedbad, vakbonden, de strijd voor vrouwenstemrecht. In 2013 werd het museum gerenoveerd. 